# ستيل دايفر
ستيل دايفر (بالإنجليزية: Steel Diver)، هي لعبة فيديو يابانية، من تطوير ونشر شركة نينتندو، صدرت اللعبة في الأسواق سنة 2011، وتعمل حصراً لمنصة نينتندو 3دي إس.